# Giacomo Grisa
Giacomo Grisa (Caravaggio, 3 febbraio 1929 – ...) è stato un calciatore e allenatore di calcio italiano, di ruolo attaccante.

## Carriera
Debutta in Serie B nella stagione 1951-1952 con il Marzotto Valdagno, giocando due campionati per un totale di 59 presenze e 11 reti.
Nella stagione 1953-54 gioca a Busto Arsizio con la Pro Patria.
Nel 1954 si trasferisce al Messina disputando altri quattro campionati di Serie B e totalizzando 83 presenze e 14 reti.
Chiude la carriera in Serie C con la maglia del Lecce, mettendo a segno 8 reti in 34 gare.